# Pseudopleuronectes herzensteini
Espèce
Pseudopleuronectes herzensteini est une espèce de poissons appartenant à la famille des Pleuronectidae